# Divorce and the Daughter
Divorce and the Daughter è un film muto del 1916 diretto da Frederick Sullivan.

## Trama
Il padre di Alicia riceve un'inaspettata eredità. La consistente fortuna gli permette di comperarsi una grande casa e di abbandonarsi al suo sogno segreto, quello di diventare un artista. Lascia la moglie e si mette con un'altra donna. Il suo esempio influisce anche sulle scelte di Alicia che lascia pure lei il fidanzato, un medico troppo serio e posato, trovando un nuovo compagno, Herbert Rawlins, un teorico dell'amore libero.
Quando però dalle teorie Herbert passa ai fatti, viene messo KO da Alicia che lo atterra con una statuetta di bronzo. La ragazza, delusa, ritorna da John, il fidanzato abbandonato. Anche suo padre si ricrede: constatato la cattiva influenza che ha avuto sulla figlia, lascia le sue fantasie da bohemien e ritorna in famiglia pure lui, dalla moglie.

## Produzione
Il film fu prodotto da Edwin Thanhouser per la sua compagnia, la Thanhouser Film Corporation.

## Distribuzione
Distribuito dalla Pathé Exchange, il film uscì nelle sale cinematografiche USA il 3 dicembre 1916.